# Sankt Petersburg (spil)
Sankt Petersburg (tysk titel) eller Saint Petersburg (engelsk titel) er et designerspil, hvor brættet mest tjener til at holde styr på et kortspil. Det akkrediteres Michael Tummelhofer, hvilket er et pseudonym for Michael Bruinsma, Jay Tummelson og Bernd Brunnhofer. Bernd Brunnhofer, der er medstifter af det tyske spilforlag Hans im Glück, udgav spillet på sit eget forlag i 2004. Rio Grande Games udgiver spillet på engelsk.
Temaet for spillet er Peter den Stores tid som kejser i Rusland, hvor han i 1703 grundlagde Sankt Petersborg (deraf spilnavnet), som han senere gjorde til hovedstad og havde ambitioner om skulle blive en europæisk storby, hvorfor han hentede intelektuelle, kunstnere, håndværkere mv. i Vesteuropa.
Spillet går ud på at bygge bygninger og lokke adelen til byen og dermed vinde prestige og sejrspoint. For at det skal kunne lade sig gøre, må man have gang i rubelstrømmen, og dertil kræves der handlende mv.

## Udvidelser
- Sankt Petersburg – Das Bankett (2005). Udkom som indstik til det tyske spilmagasin Spielbox i et nu udsolgt nummer. Tilføjer 12 nye kort til spillet samt ekstra regler[1].
- Saint Petersburg Expansion (2007). Udgivet af Rio Grande Games. Indeholder både Das Bankett-udvidelsen samt en udvidelsespakke, der gør det muligt at spille fem personer.

## Priser
- Deutschen Spiele Preis (2004)
- International Gamers Award: Bedste flerspiller strategispil (2004)